# Kawashima Yoshikazu
Yoshikazu Kawashima (sinh ngày 8 tháng 8 năm 1975) là một cầu thủ bóng đá người Nhật Bản.

## Sự nghiệp câu lạc bộ
Yoshikazu Kawashima đã từng chơi cho Kashiwa Reysol.